# 마리오네트의 생
마리오네트의 생(Aus Dem Leben Der Marionetten, From The Life Of The Marionettes)은 독일(구 서독)에서 제작된 잉마르 베리만 감독의 1980년 드라마 영화이다. 하인츠 베넨트 등이 주연으로 출연하였고 잉그마르 베르히만 등이 제작에 참여하였다.

## 출연

### 주연
- 하인츠 베넨트

### 조연
- 발터 쉬미딘저
- 토니 버거

## 제작진
- 미술: 롤프 제헷보어
- 의상: 샤롯 플레밍